# Біробіджан

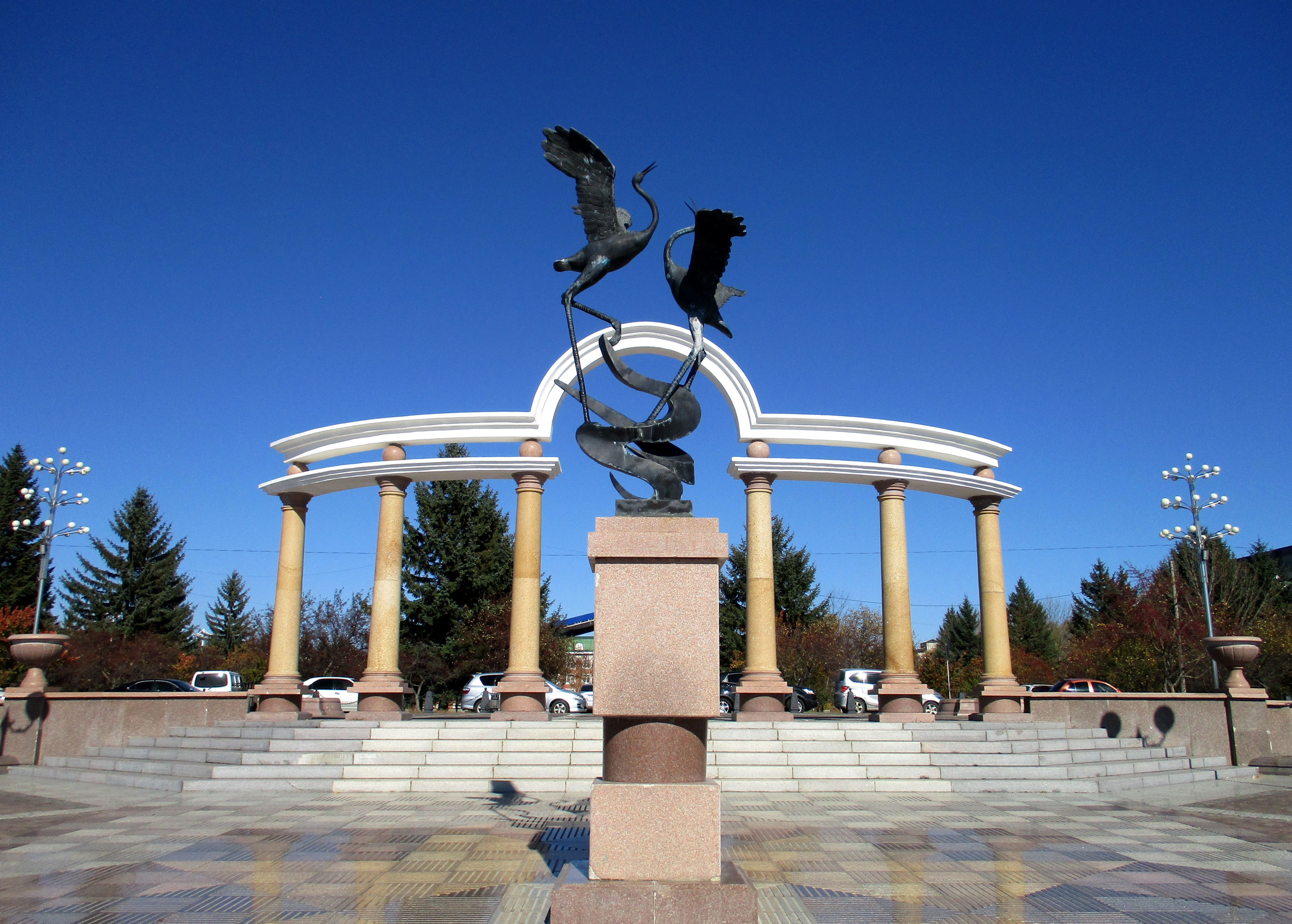
На набережній Біри

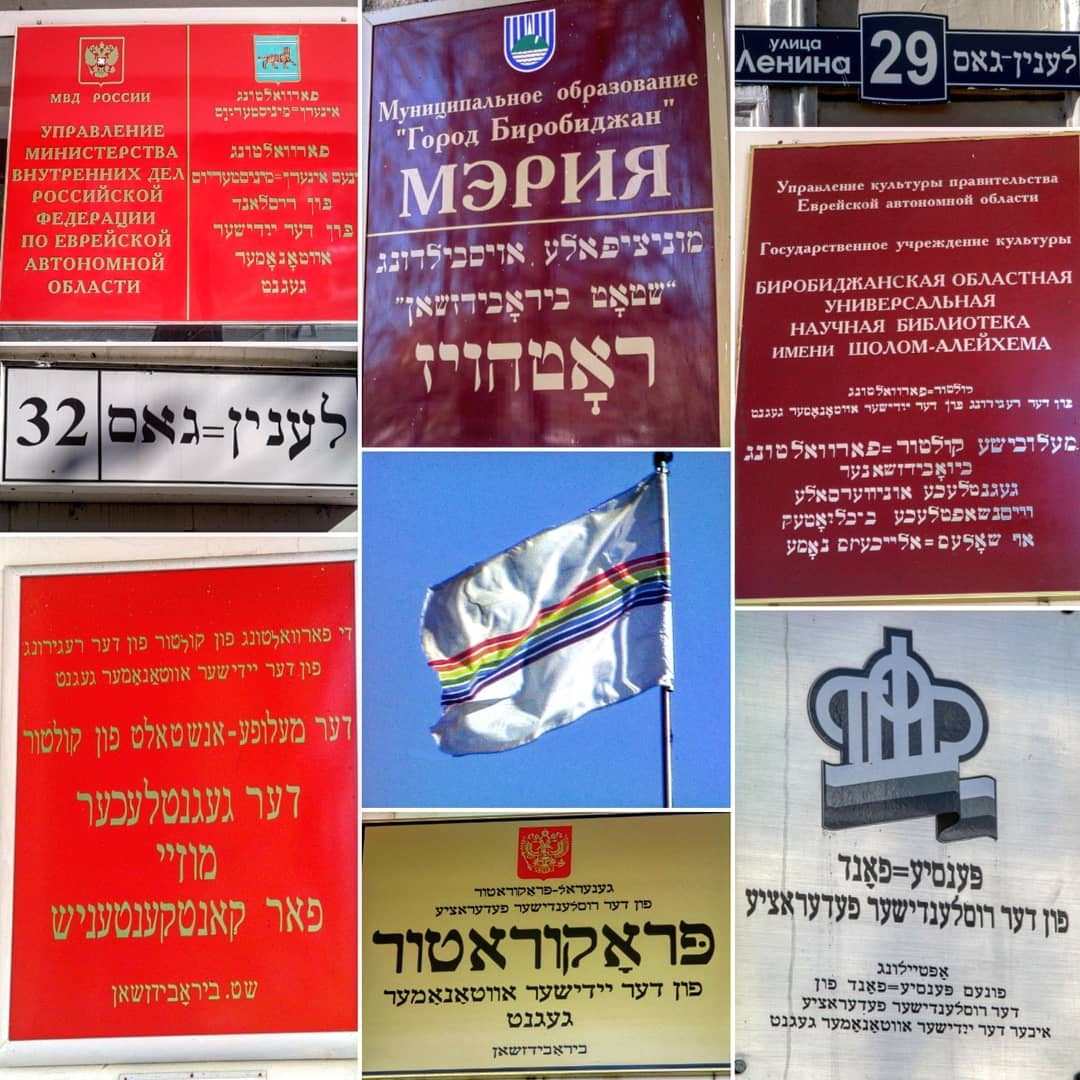
Приклади використання їдишу в публічному просторі Біробіджану

Біробіджа́н (рос. Биробиджа́н, їд. ביראָבידזשאַן) — місто, адміністративний центр Єврейської автономної області Росії. До 1931 року — Станція Тихенька.

## Географія
Стоїть на річці Бірі (басейн Амуру).

### Клімат
Місто знаходиться у зоні, котра характеризується вологим континентальним кліматом з теплим літом. Найтепліший місяць — липень із середньою температурою 21.1 °C (70 °F). Найхолодніший місяць — січень, із середньою температурою -22.7 °С (-8.9 °F).
| Клімат Біробіджана      | Клімат Біробіджана | Клімат Біробіджана | Клімат Біробіджана | Клімат Біробіджана | Клімат Біробіджана | Клімат Біробіджана | Клімат Біробіджана | Клімат Біробіджана | Клімат Біробіджана | Клімат Біробіджана | Клімат Біробіджана | Клімат Біробіджана | Клімат Біробіджана |
| Показник                | Січ.               | Лют.               | Бер.               | Квіт.              | Трав.              | Черв.              | Лип.               | Серп.              | Вер.               | Жовт.              | Лист.              | Груд.              | Рік                |
| Абсолютний максимум, °C | 0,6                | 5,9                | 19,4               | 29,3               | 33,9               | 37,1               | 37,8               | 35                 | 30,7               | 26,1               | 14                 | 1,6                | 37,8               |
| Середній максимум, °C   | −15,5              | −9,9               | −1,1               | 10,1               | 18,4               | 23,9               | 26,6               | 24,9               | 19,3               | 10,6               | −3,4               | −13,8              | 9,8                |
| Середня температура, °C | −22,7              | −17,4              | −7,4               | 4,3                | 12,1               | 17,9               | 21,1               | 19,4               | 12,7               | 3,8                | −9,5               | −20,1              | 3,6                |
| Середній мінімум, °C    | −30,3              | −26,4              | −15,9              | −2,4               | 4,7                | 11,3               | 15,4               | 13,7               | 6                  | −3,1               | −15,9              | −27,1              | −3,4               |
| Абсолютний мінімум, °C  | −53,9              | −40,1              | −37,2              | −17,8              | −8,1               | 1                  | 6,8                | 4                  | −6                 | −16,1              | −36,1              | −47                | −53,9              |
| Норма опадів, мм        | 8.6                | 8                  | 15.5               | 36.1               | 50.2               | 97.9               | 117.1              | 111.6              | 93.1               | 23.8               | 9                  | 7.9                | 578.8              |
| Днів з опадами          | 9,3                | 6,8                | 8,6                | 9,5                | 12                 | 9,5                | 12,2               | 10,7               | 9,2                | 7,6                | 7,1                | 9,1                | 111,6              |
| Вологість повітря, %    | 75.7               | 70.3               | 66.6               | 63.2               | 65.8               | 74.4               | 82.4               | 82.6               | 76.8               | 65.7               | 72                 | 75.1               | 72.6               |
| ----------------------- | ------------------ | ------------------ | ------------------ | ------------------ | ------------------ | ------------------ | ------------------ | ------------------ | ------------------ | ------------------ | ------------------ | ------------------ | ------------------ |
| Джерело: Weatherbase    |                    |                    |                    |                    |                    |                    |                    |                    |                    |                    |                    |                    |                    |

## Населення
Населення: в 2014 році — 74 791 мешканець, 2006 — 78 500, 1959 — 41 000 мешканців.
| 1932    | 1939    | 1959    | 1962    | 1967    | 1970    | 1979    | 1982    | 1986    | 1987    | 1989    | 1992    |
| ------- | ------- | ------- | ------- | ------- | ------- | ------- | ------- | ------- | ------- | ------- | ------- |
| 2540    | ↗29 600 | ↗40 667 | ↗42 000 | ↗46 000 | ↗55 724 | ↗68 630 | ↗73 000 | ↗80 000 | ↗82 000 | ↗83 667 | ↗86 700 |
| 2000    | 2001    | 2002    | 2003    | 2005    | 2006    | 2008    | 2009    | 2010    | 2011    | 2012    | 2013    |
| ↘79 800 | ↘79 300 | ↘77 250 | ↗77 300 | ↘76 600 | ↘75 200 | ↗75 482 | ↗75 495 | ↘75 413 | ↗75 833 | ↗76 203 | ↘75 542 |
| 2014    | 2015    | 2016    | 2017    |         |         |         |         |         |         |         |         |
| ↘74 791 | ↘74 777 | ↘74 559 | ↘74 095 |         |         |         |         |         |         |         |         |

## Загальні відомості
- Швейна, прядильно-ткацька, трикотажна, взуттєва, меблева, кондитерська фабрики; заводи: автотракторних причепів, металовиробів, фанерний, лісозавод, цегельний, пивоварний, хлібозавод, м'ясокомбінат. Технікум механізації сільського господарства; педагогічне, медичне, художньо-графічне училища, культурно-освітня школа, драматичний театр.
- Є залізнична станція — Біробіджан I на Транссибірській магістралі.

## Уродженці
- Березовський Євген Володимирович (1962—1993) — радянський гравець у хокей з м'ячем.
- Дейнеко Сергій Васильович (* 1975) — полковник Державної прикордонної служби України, учасник російсько-української війни, голова Державної прикордонної служби України (з червня 2019).